# Membrană schimbătoare de protoni
O membrană schimbătoare de protoni este o componentă a pilelor de combustie bazate pe acest tip de membrană. Ele permit transferul de protoni între fețele lor, facilitând reacțiile de la electrozi. Materialul din care sunt alcătuite este un copolimer solid de acid perfluorosulfonic ( C
9HF
17O
5S – PFSA, Nafion® ) și politetrafluoretilenă ( (C
2F
4)
n – PTFE, Teflon® ). Denumirea copolimerului este tot Nafion, cele mai folosite fiind Nafion 112, 115 și 117.